# Aquitániai Ágnes navarrai királyné
Aquitániai Ágnes (kb. 1072 végén – 1097. június 6.) navarrai és aragóniai királyné, I. Péter navarrai és aragóniai király felesége.
Szülei: VIII. (Poitiers-i) Vilmos aquitániai herceg és harmadik felesége, Burgundiai Hildegard hercegnő első gyermeke.
Apai nagyszülei: V. Vilmos aquitániai herceg és harmadik neje, Burgundiai Ágnes grófnő.
Anyai nagyszülei: I. (Burgundi) Róbert herceg és második hitvese, Anjou Ermengarde grófnő.

## Élete
1081-ben eljegyezték a körülbelül 13 éves, leendő I. Péter aragóniai és navarrai királlyal, az esküvőt pedig 1086 januárjában Jacában tartották meg. Ágnes 1094-től lett királyné, s frigyük majdnem 11 és fél éve során két közös gyermekük született:
- Péter (? - 1104. február 1.), ő 1098-ban nőül vette María Rodríguez-t, El Cid leányát
- Izabella (? - 1103)

Ágnes 1097. június 6-án, körülbelül 24 éves korában halt meg.
| Elődje: Roucy Felícia | Navarra királynéja 1094 – 1097 | Utódja: Savoyai Berta |